# Нгујен Тан Зунг
Нгујен Тан Зунг (виј. Nguyễn Tấn Dũng; покрајина Ка Мау, 17. новембар 1949) је вијетнамски државник. Од 27. јуна 2006. до 7. априла 2016. године, био је премијер Вијетнама.